# Александар Ђорђевић (фудбалер, 1968)
Александар Ђорђевић (Београд, 14. јул 1968) српски је фудбалски тренер и бивши играч.

## Биографија
Био је део тима Партизана који је имао велики успех у Првој лиги Југославије крајем 1980-их, који је завршавао међу прва три четири пута између 1986. и 1992. (укључујући освајање Првенства Југославије 1986–87). Био је део тима који је освојио Куп Југославије 1988–89.
После кратког периода у Напретку, на крају се преселио у Аустралију и придружио се Морвел Фалконсима 1993. и крајем сезоне учествовао у њиховом походу ка финалу Националне фудбалске лиге 1993–94, које су пропустили за један поен.
У августу 2013. Ђорђевић је постављен у стручни штаб женске фудбалске репрезентације Фарских Острва.